# Annet (Scilly-eilanden)
Annet is het op een na grootste onbewoonde eiland van de Isles of Scilly, een eilandengroep ca. 45 km voor de kust van Cornwall in het Verenigd Koninkrijk.
Annet is 0,21 km² groot en ligt ongeveer 1 km ten westen van het eiland St. Agnes. Het hoogste punt van Annet bevindt zich op 16 m boven zeeniveau. Annet herbergt een grote vogelpopulatie: op de kliffen van het eiland wordt gebroed door allerlei alk-achtigen (Alcidae), waarvan de papegaaiduiker de bekendste is. Annet is niet voor publiek toegankelijk, maar vanaf St. Mary's, het hoofdeiland van de Isles of Scilly, worden rondvaarttochten naar het eiland georganiseerd. Annet wordt beheerd door de Isles of Scilly Wildlife Trust, die het least van het graafschap Cornwall.
Op 13 juni 1743 strandde het VOC-schip de Hollandia op Annet, waarbij 276 mensen om het leven kwamen.